# Forcipomyia psychasta
Forcipomyia psychasta är en tvåvingeart som beskrevs av Jean-Jacques Kieffer 1913. Forcipomyia psychasta ingår i släktet Forcipomyia och familjen svidknott. Inga underarter finns listade i Catalogue of Life.